# NGC 2571
NGC 2571 est un jeune amas ouvert,, situé dans la constellation de la Poupe. Il a été découvert par l'astronome germano-britannique William Herschel en 1793.

NGC 2571 est à environ 1 342 pc (∼4 380 al) du système solaire et les dernières estimations donnent un âge de 31 millions d'années. La taille apparente de l'amas est de 7 minutes d'arc, ce qui, compte tenu de la distance, donne une taille réelle maximale d'environ 8,9 années-lumière.
Selon la classification des amas ouverts de Robert Trumpler, cet amas renferme moins de 50 étoiles (lettre p) dont la concentration est faible (IV) et dont les magnitudes se répartissent sur un petit intervalle (le chiffre 1).